# Coenosia attenuata
Coenosia attenuata este o specie de muște din genul Coenosia, familia Muscidae, descrisă de Stein în anul 1903. Conform Catalogue of Life specia Coenosia attenuata nu are subspecii cunoscute.